# مايك بيندر
مايك بيندر (بالإنجليزية: Mike Binder)‏ مواليد 2 يونيو 1958 في ديترويت، هو ممثل ومخرج ومنتج وكاتب سيناريو أمريكي.

## الأعمال
- المنافس (2000) (بدور: لويس هوليس)
- تقرير الأقلية (2002) (بدور: ليو كرو)
- رين أوفر مي (2007)
- يوم واحد (2011)
- أسود أو أبيض (2014)

## روابط خارجية
- مايك بيندر على موقع IMDb (الإنجليزية)
- مايك بيندر على موقع ألو سيني (الفرنسية)
- مايك بيندر على موقع أول موفي (الإنجليزية)
- مايك بيندر على موقع بوكس أوفيس موجو (الإنجليزية)
- مايك بيندر على موقع قاعدة بيانات الأفلام السويدية (السويدية)
- مايك بيندر على موقع إن إن دي بي (الإنجليزية)
- مايك بيندر على موقع قاعدة بيانات الفيلم (الإنجليزية)
- مايك بيندر على موقع كينوبويسك (الروسية)